# Kaap Skilla
Kaap Skilla (Grieks: Ακρωτήριο Σκύλλα) is een kaap in het noordwesten van Griekenland. Volgens sommige onderzoekers geloofden de Grieken dat Scylla en Charybdis, twee zeemonsters uit de Griekse mythologie, bij die kaap huisden. Tot voor kort werd altijd aangenomen dat Scylla en Charybdis met de Straat van Messina, tussen Italië en Sicilië, verbonden waren.